# Mythunga
Mythunga (лат.) — род птерозавров из подотряда птеродактилей, живший в конце раннего мелового периода на территории современной Австралии. Известен по частичному черепу, найденному в морских породах альбской формации Toolebuc возле Хьюэндена, штат Квинсленд. Известны только клюв и фрагменты челюстей. Зубы в нижней челюсти были относительно высокими (в половину глубины опорной кости) и росли тем реже, чем глубже в пасти находились. Клюв, очевидно, был полым, с внутренними костяными подпорками.
Род в 2007 году описали Ральф Молнар и Ричард Талборн, предварительно связав его с плезиоморфными, и, возможно, базальными птеродактилоидами. Типовым видом является Mythunga camara.